# Бибиано
Бибиа̀но (на италиански: Bibbiano, на местен диалект Bibièn, Бибиен) е град и община в северна Италия, провинция Реджо Емилия, регион Емилия-Романя. Разположен е на 121 m надморска височина. Населението на общината е 10 032 души (към 2013 г.).